# Neoterio
Flavio Neoterio (latino: Flavius Neoterius; fl. 365-393) è stato un politico romano di età imperiale.

## Biografia
Nativo forse di Roma, serviva l'imperatore Valentiniano I come notarius, quando, nel 365, venne inviato in Africa per assicurarsi che la provincia non passasse dalla parte di Procopio, un usurpatore appartenente alla dinastia costantiniana che si era appena rivoltato contro l'imperatore Valente, fratello di Valentiniano.
Venne nominato Prefetto del pretorio d'Oriente dal 380 al 381; è poi attestato come Prefetto del pretorio d'Italia nel 385, ed è probabilmente il prefetto che aveva intenzione di utilizzare la basilica Portiana di Milano per gli ariani ma che trovò l'opposizione del vescovo della città, Ambrogio. Nel 390 fu Prefetto del pretorio delle Gallie e console assieme all'imperatore Valentiniano II.
Conoscente di Quinto Aurelio Simmaco, scambiò con lui alcune lettere (è il destinatario delle lettere 38-46 di Simmaco); questo epistolario permette di affermare che Neoterio era ancora vivo nel 393 e forse anche nel 398.